# Pierre Fayet (physicien)
Pour les articles homonymes, voir Pierre Fayet.
Pierre Fayet est un physicien théoricien né à Amiens le 4 décembre 1949. Il est connu pour ses travaux sur la supersymétrie et l’extension supersymétrique du modèle standard de la physique des particules et interactions fondamentales, ainsi que sur la matière sombre de l’Univers, et la recherche de nouvelles forces.

## Biographie
Ancien  élève de l’École normale supérieure (1968-1972), Pierre Fayet a obtenu sa thèse de 3ème cycle au Laboratoire de physique théorique et hautes énergies d’Orsay, et l’agrégation de physique, en 1972. Entré au CNRS, il a travaillé au LPTHE d’Orsay (1972-74), au Laboratoire de physique théorique de l’École normale supérieure de sa création en 1974 jusqu’en 1976, puis au Laboratoire d’optique quantique de l’École polytechnique à l’occasion de son service national (1976-77). Il a ensuite travaillé au California Institute of Technology (1977-79) et au CERN (1980); et à nouveau, comme chargé puis directeur de recherches au CNRS, au Laboratoire de physique théorique de l’ENS, récemment intégré au sein du nouveau Laboratoire de physique de l’ENS en 2019.
Il a été parallèlement maître de conférences (1981-1996) puis professeur de physique (1996-2015) à l’Ecole polytechnique. Il y a notamment enseigné un cours de “Champs relativistes” allant des bases de la physique quantique relativiste jusqu’à une introduction au modèle standard de la physique des particules. Il a été coresponsable du parcours “Des particules aux étoiles”, et du DEA puis master de physique théorique commun à l’ENS, à l’École polytechnique et à plusieurs universités parisiennes. Il est membre du Haut-collège de l’École polytechnique.

## Fonctions et distinctions
Pierre Fayet a participé, depuis 1993, à divers comités scientifiques du CNES et de l’Agence spatiale européenne, et notamment au Comité des programmes scientifiques du CNES de 2000 à 2008. Il a aussi occupé diverses fonctions, comme vice-président ou président du Comité français de physique depuis 2002, au comité national du CNRS, au conseil d’administration de l’ENS, au conseil scientifique de l’IN2P3 et comme directeur de l’Institut de physique théorique Philippe Meyer à l’ENS.
Il a reçu la médaille de bronze du CNRS (1976), le prix de la fondation Thibaud (1979) et le prix Paul-Langevin de la Société française de physique (1982). Il a été élu membre correspondant (1997) puis membre (2013) de l’Académie des sciences, et est commandeur de l’ordre des Palmes académiques.

## Principales publications
- (en) Pierre Fayet et Jean Iliopoulos, « Spontaneously broken supergauge symmetries and goldstone spinors », Physics Letters B, vol. 51,‎ septembre 1974, p. 461-464, Phys.Lett.B51:461-464,1974. (Entrée sur SPIRES)
- (en) Pierre Fayet, Supergauge Invariant Extension Of The Higgs Mechanism And A Model For The Electron And Its Neutrino., Nucl.Phys.B90:104-124,1975. (Entrée sur SPIRES)
- (en) Pierre Fayet, S. Ferrara, Supersymmetry, Phys.Rept.32:249-334,1977. (Entrée sur SPIRES)
- (en) Pierre Fayet, Spontaneously Broken Supersymmetric Theories Of Weak, Electromagnetic And Strong Interactions., Phys.Lett.B69:489,1977. (Entrée sur SPIRES)
- (en) G.R. Farrar, Pierre Fayet, Phenomenology Of The Production, Decay, And Detection Of New Hadronic States Associated With Supersymmetry., Phys.Lett.B76:575-579,1978. (Entrée sur SPIRES)